# Зелёная Роща (Курганская область)
Зелёная Роща — деревня в Мишкинском районе Курганской области. Входит в состав Маслинского сельсовета.

## История
В 1964 году Указом Президиума ВС РСФСР деревня Сосновка переименована в Зелёная Роща.

## Население
| 1989 | 2002 | 2010 |
| ---- | ---- | ---- |
| 121  | ↘100 | ↘69  |